# 村上文祥
村上文祥（むらかみ ぶんしょう、1932年10月29日 - 1999年4月17日）は、囲碁のアマチュア棋士。広島県出身。全日本アマチュア本因坊戦優勝5回、朝日アマ囲碁十傑戦優勝6回等、アマチュア強豪として知られ、アマ四強と呼ばれた一人。世界アマチュア囲碁選手権戦では、第1回(1979年)4位、第3回(1981年)3位。強烈な攻めの碁風。荏原製作所代表取締役副社長などを務めた。

## 経歴
因島市生まれ、村上水軍の末裔という。小学3年の時に、入院中の父のために碁を並べて見せたことで、囲碁を覚える。中学時代にはプロ棋士の関山利一九段が岡山県の疎開先で開いていた研究会に通った。この頃、向井一男七段、半田道玄四段などにも教えを乞い、天下四目を自称した。早稲田大学に入学すると「西の怪物」と呼ばれ、後にライバルとなる菊池康郎は村上と対戦するために専修大学囲碁部を作って関東学生リーグに参加、全勝同士で最終戦で対決し菊地が勝利したが、村上は学生時代の大会では、この菊池戦も含めて2敗しかしなかった（村上に勝利したのは、菊池康郎のほか江島界雄（中央大学）のみである）。
大学を卒業した1955年に荏原製作所入社。1960年にアマチュア本因坊戦で優勝。翌年の高川秀格本因坊との記念対局（二子で中押勝）は、テレビで初めての囲碁対局の放送となり、翌1962年からNHK杯戦がテレビ放映となった。その後数々のアマ棋戦で優勝し、アマ四強の一角を占める。1963年には日中囲碁交流に訪中団代表として出場、6勝4敗1ジゴなど、国際囲碁交流でも活動。
1976年、安永一とアマ四強に、「アマチュア初の七段位」が日本棋院から贈られた。
1979年、第1回世界アマチュア囲碁選手権戦の日本代表となり、聶衛平、陳祖徳、陳嘉鋭に次ぐ4位入賞。第3回には邵震中、馬暁春に次ぐ3位となる。1994年、荏原製作所副社長。1996年、荏原総合研究所社長。1999年、肝硬変のため死去、日本棋院より追悼八段。

## 主な棋歴
- 世界アマチュア囲碁選手権戦 3位 1981年、4位 1979年
- 全日本アマチュア本因坊戦 優勝 1960、67、76、78、81年
- 朝日アマ囲碁十傑戦 優勝 1963、66、69、71、74、84年
- 日中囲碁交流
  - 1962年 2-0（○陳錫明、○張福田）
  - 1963年 6-4-1
  - 1964年 0-2（×陳祖徳、×呉淞笙）
  - 1965年 2-0（○王汝南、○姜国震）
  - 1966年6月 4-1（○黄良玉、○黄進先、○呉淞笙、×王汝南、○沈果孫
  - 1974年4月 1-0（○陳祖徳）
  - 1974年11月 3-3-1（○聶衛平、×華以剛、×曹志林、×王汝南、○羅建文、△陳祖徳、○黄徳勲）
  - 1976年 0-1（×聶衛平）
  - 1978年6月 0-1（×呉淞笙）
  - 1978年11月 1-3-2（○江鳴久、×楊晋華、×陳志剛、△徐栄新、△劉小光、×華以剛）

プロとの対戦
- プロアマ本因坊対抗戦
  - 1967年（先5目コミもらい）○坂田栄男
  - 1976年（先4目コミもらい）×武宮正樹
  - 1978年（先4目半コミもらい）×加藤正夫
  - 1981年（先5目半コミもらい）×趙治勲
- アマプロ十傑対抗戦
  - 1969年（先3目コミもらい）○坂田栄男
  - 1970年（先3目コミもらい）×加藤正夫
  - 1971年（先3目コミもらい）ジゴ 石田芳夫
  - 1972年（二子）×坂田栄男
  - 1973年（先3目コミもらい）○橋本宇太郎
  - 1974年（先3目コミもらい）×林海峰
  - 1976年（二子）○石田芳夫
  - 1979年（先）○星川信明
  - 1980年（先）×長谷川直
  - 1981年（先）○彦坂直人
- 他に雑誌の企画で五段時代の小林光一を向先で破ったことがある。

## 囲碁普及の功績
「棋道」誌主催で1990年に武宮正樹と曺薫鉉による「荏原製作所・暁星グループ杯世界頂上対決三番勝負」が開催された際に、その実現に尽力した。
村上の出身である因島は本因坊秀策の出身地でもあり、囲碁による「まちおこし」を進めており、村上は因島での本因坊戦、棋聖戦の開催に労を尽くすなど貢献し、死後因島市で初の特別功労賞を贈られた。